# 18-Гидроксикортизол
18-гидроксикортизол — эндогенный стероид, не являющийся активным гормоном, продукт метаболизма кортизола.

## Клиническое значение
18-гидроксикортизол был предложен в качестве биомаркера некоторых заболеваний. У человека 18-гидроксикортизол не оказывает биологической активности на глюкокортикоидные или минералокортикоидные рецепторы, то есть не является гормоном. У здоровых людей биосинтез 18-гидроксикортизола практически не происходит, то есть уровень 18-гидроксикортизола в крови очень низок. Самый высокий уровень 18-гидроксикортизола был обнаружен в некоторых случаях артериальной гипертензии, например, при семейном гиперальдостеронизме I типа (гиперальдостеронизм, излечимый глюкокортикоидами) и семейном гиперальдостеронизме III типа, при которых надпочечники увеличиваются в шесть раз по сравнению с нормальным размером. Повышенный уровень 18-гидроксикортизола обнаруживается также у пациентов с альдостеронпродуцирующими аденомами. Тест со стимуляцией АКТГ увеличивает экскрецию 18-гидроксикортизола с мочой, а дексаметазон ингибирует экскрецию.

## Биосинтез
Биосинтез 18-гидроксикортизола происходит следующим образом. У пациентов с семейным гиперальдостеронизмом типа 1 (FH типа 1) наблюдается перекомбинация промоторного региона и начальных экзонов гена CYP11B1 и последних экзонов гена CYP11B2, что приводит к возникновению дополнительного гена в пучковой зоне коры надпочечников, который регулируется гормоном АКТГ и отвечает за синтез альдостерона и 18-гидроксикортизола. Этот дополнительный ген кодирует белок фермента, который является катализатором 18-гидроксилации кортизола до 18-гидроксикортизола.